# Plagiohammus niveus
Plagiohammus niveus là một loài bọ cánh cứng trong họ Cerambycidae.